# Heliocopris midas
Heliocopris midas là một loài bọ cánh cứng trong họ Bọ hung (Scarabaeidae).